# Straža (Jugovzhodna Slovenija)
Straža (Duits: Oberstrascha of Wardenegg) is een gemeente in de Sloveense regio Jugovzhodna Slovenija en telt 3813 inwoners (2007).

## Plaatsen in de gemeente
Dolnje Mraševo, Drganja sela, Jurka vas, Loke, Podgora, Potok, Prapreče pri Straži, Rumanja vas, Straža, Vavta vas, Zalog
Črnomelj · Dolenjske Toplice · Kočevje · Kostel · Loški Potok · Metlika · Mirna · Mirna Peč · Mokronog-Trebelno · Novo mesto · Osilnica · Ribnica · Semič · Šentjernej · Šentrupert · Škocjan · Šmarješke Toplice · Sodražica · Straža · Trebnje · Žužemberk
1. ↑  "Prebivalstvo po starosti in spolu, občine, Slovenija, polletno". Statistični urad Republike Slovenije. Geraadpleegd op 18 april 2021.